# Franz Salditt
Franz Salditt (* 1939 in Koblenz) ist ein deutscher Rechtsanwalt aus Neuwied, der dort eine Kanzlei für Straf- und Strafprozessrecht, Wirtschaftsrecht sowie Steuerrecht unterhält. Außerdem ist er Honorarprofessor der Fernuniversität Hagen.

## Leben
Salditt wurde 1939 in Koblenz geboren und wuchs im nahegelegenen Neuwied auf. Er promovierte 1969 in Köln im Bereich des Steuerrechtes und begann 1971 seine Tätigkeit als Rechtsanwalt. Zuvor war er in der Finanzverwaltung tätig. Salditts Kanzlei ist auf das Wirtschaftsstrafrecht spezialisiert. Nationale Bekanntheit erlangte Salditt unter anderem durch die Verteidigung von Peter Graf (dem Vater der Tennisspielerin Steffi Graf) sowie der des Frankfurter Bauunternehmers Jürgen Schneider. Schneider wurde in den 1990er Jahren wegen Kreditbetruges in Millionenhöhe angeklagt und verurteilt, wobei Salditt als Verteidiger vor allem auf die Mitschuld der Kreditunternehmen hingewiesen hatte.

## Veröffentlichungen
- Verlagerung von Wirtschaftsgütern in die auslandsbelegene Betriebstätte eines einheitlichen Unternehmens: Grundsätzliches zur steuerlichen Realisation stiller Reserven Köln, Rechtswiss. F., Diss. v. 18. Dez. 1969
- (Mitherausgeber) Festschrift für Thomas Fischer. C.H. Beck, München 2018, ISBN 978-3-406-72459-6
- Verteidigung im Reichstagsbrandprozess. Zwei Plädoyers gegen die drohende Todesstrafe. Lit-Verlag Dr. W. Hopf, Berlin 2024, ISBN 978-3-643-15484-2